# Người Yao (Đông Phi)
Người Yao, còn gọi là Wayao, là một nhóm sắc tộc và ngôn ngữ thuộc người Bantu sinh sống ở cuối phía nam của hồ Malawi, mà từng giữ  một phần quan trọng trong lịch sử của khu vực Đông Nam châu Phi trong thế kỷ 19. Yao là một nhóm người Hồi giáo khoảng 2 triệu trải rộng trên ba nước, Malawi, phía Bắc Mozambique, và ở vùng Ruvuma và Mtwara của Tanzania. Những người dân Yao có một bản sắc văn hóa mạnh mẽ, mà vượt qua khỏi biên giới quốc gia.